# Preah Sdach
Preah Sdach (tiếng Khmer: ស្រុកព្រះស្ដេច) là một huyện nằm ở tỉnh Prey Veng, đông nam Campuchia.
Huyện này có dân số 106.459 người (năm 1998). Huyện này có 11 xã:
- Angkor Reach: Krouch, Luengk, Ponhea Lieng, Thum, Prey a Steang, Tuek Chu, Chamka Ta Mouy, Oknha Aem, Chrey, Prey Sramaoch, Svay Char, Ha, Boeng Et, Prey Rumchan, Svay, Prey Meas, Krasang Tong
- Banteay Chakrei: Kaoh Chuor Ti Muoy, Kaoh Chuor Ti Pir, Kaoh Chuor Ti Bei, Chey Ta, Mrenh, Pou Riyum, Ka Kou, Ngaek Ngak, Pras Sva, Damrei Slab, Sampoung, Ta Em, Boeng Kampot, Bos Roluoy, Muni Sela, Ampil, Ping Pong, Ruessei Chuk, Pou, Pou Chreaek
- Boeng Daol: Sambuor, Ta Ouk, Souriya, Boeng Daol, Pak Pri, Klaeng Kong, Ampil, Tuek Sen, Thkaol, Kaoh Koun Satv, Ta Hiev,
- Chey Kampok: Kdei Skea, Pou, Pra Thma, Chey Kampok, Snao, Tras, Svay Toul, Angk Svay Tu, Kampong Ba Srei, Ta Pung, Tuol Lean, Prey Ba Srei
- Kampong Soeng: Svay, Pilea, Srah Thkov, Prey Khla, Phniet, Svay Pang, Ta Mau, Soeng, Veal, Kandal, Krang Ok, Chumrov
- Krang Svay: Sangkae Chong, Pou, Krang Svay, Tuol Mean Kun, Sonan Chai, Peay Neay, Pring, Kouk Sampov, Srah Kaev, Sdau
- Lvea: Samraong, Tnaot Chroh, Peani, Thum, Boeng Snao, Lvea, Svay Kdieb, Prey Kduoch, Kampong Thnal, Ta Kouk, Prum Khsach
- Preah Sdach (thị trấn): Kang Neang, Phot, Prey Run, Ruessei Tonle, Prey Toap, Phlang, Ruessei Totueng, Tnaot Toul, Ta Ket, Ampil, Anlong Char, Antreak, Tuol Chey
- Reathor: Chhneah Chey Leu, Chhneah Chey Kraom, Ta Mau, Ta Hel Ka, Ta Hel Kha
- Rumchek: Trapeang Chhuk, Ta Ngak, Tuol Trea, Chi Puk, Srah, Chongruh, Satthea, Prey Phdau, Ta Nal, Prey Phnha, Kouk, Cheung Tuek, Sala, Krasar Chet, Loek, Ampil
- Sena Reach Otdam (Seena Reach Otdam): Klaeng Kong, Kdam Puk, Krasang Char, Kamrieng, Snay Prim, Thnong, Pring, Spean Chey, Prasna Thum, Prasna Touch, Trapeang Brabos, Chey a Khaol, Ampil, Khla Kham, Trea, Snao, Samnoy, Kamraol